# Торбен Граел
Торбен Граел (порт. Torben Grael, 22 липня 1960) — бразильський яхтсмен.
Олімпійський чемпіон 1996 (клас Зоряний), 2004 (клас Зоряний) років, срібний призер 1984 року в класі Солінґ, бронзовий призер 1988 (клас Зоряний), 2000 (клас Зоряний) років.